# Jan Kubiš
Pour les articles homonymes, voir Jan Kubis.
Jan Kubiš est un soldat et résistant tchécoslovaque, né le 24 juin 1913 à Unter Willimowitz, Moravie, Autriche-Hongrie (aujourd'hui Dolní Vilémovice en République tchèque) et mort le 18 juin 1942 à Prague, protectorat de Bohême-Moravie.
Formé et envoyé par les Britanniques, avec deux autres résistants, il participe à l’exécution du général SS Reinhard Heydrich le 27 mai 1942 à Prague ; Heydrich est alors un des plus hauts dignitaires du régime nazi. C'est Kubiš qui lance la grenade antichar qui blesse le « bourreau de Prague », lequel meurt de ses blessures une semaine plus tard.
Trois semaines après l'attentat, à la suite d’une dénonciation, Kubiš meurt au combat avec ses camarades, alors qu'ils sont encerclés dans l'église Saint Cyrille et Methode de Prague. 

## L'attentat contre Heydrich

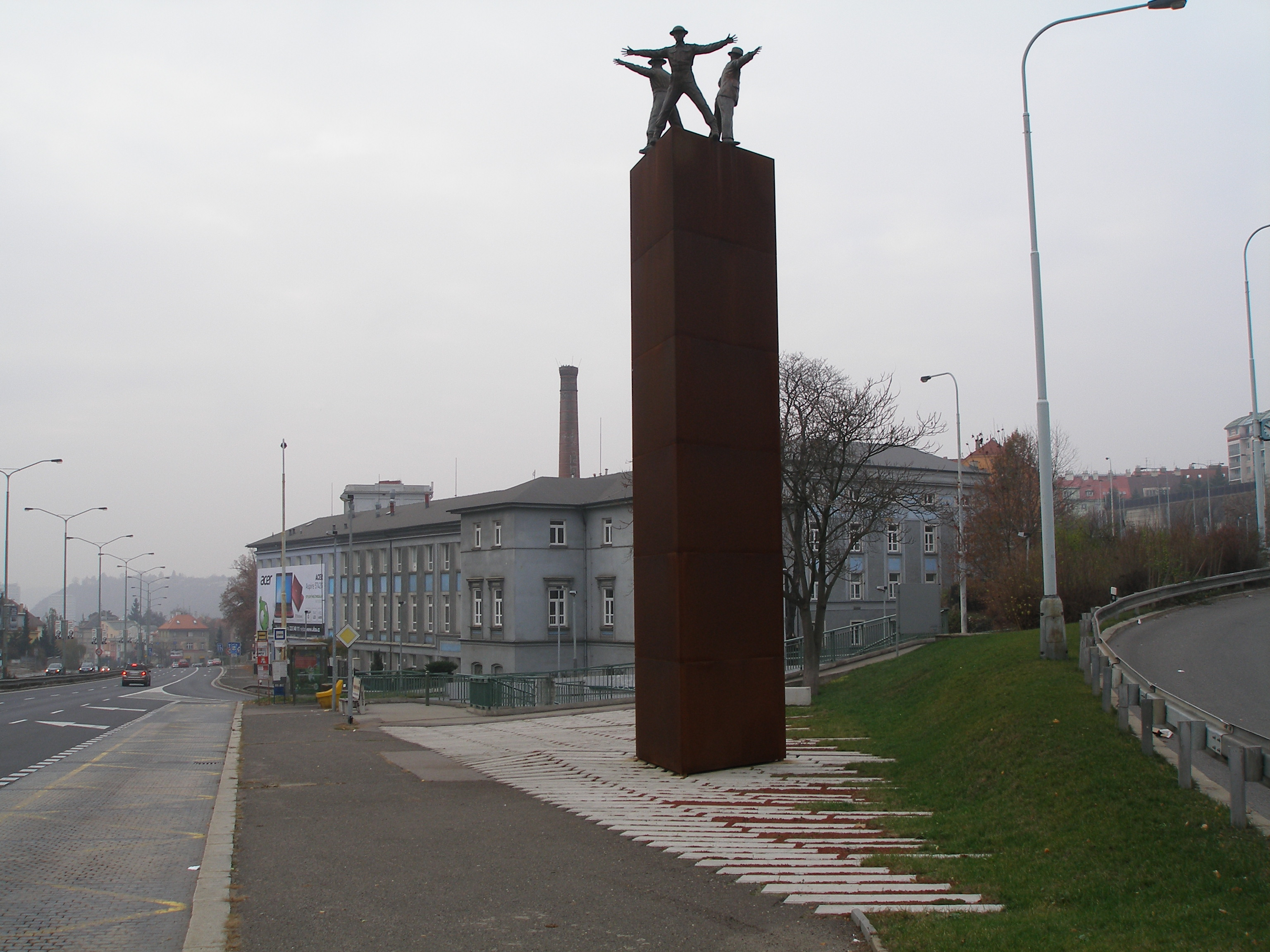
Mémorial de l'opération Anthropoid ; le lieu de l’attaque se trouve probablement à l'emplacement actuel du monument : en effet, le réseau routier a été remanié avec des rampes d’accès là où, pendant la guerre, existait une simple intersection entre deux avenues ; une courbe parallèle à celle qui existait à l'époque est visible à environ 50 m après le monument, en aval.

Le Slovaque Jozef Gabčík et le Tchèque Jan Kubiš du groupe Anthropoid, ainsi que cinq autres soldats de l’armée tchécoslovaque en exil répartis en deux groupes — de noms de code Silver A et Silver B — sont parachutés par la Royal Air Force dans la nuit du 28 au 29 décembre 1941 en Tchécoslovaquie annexée, entre 2 h et 3 h du matin. À Prague, ils contactent des familles et des organisations de résistance qui les aident à préparer l’assassinat de Heydrich.
Le 27 mai 1942 vers 10 h 35, installé sur le siège avant à côté du chauffeur, Heydrich effectue son trajet habituel d’une vingtaine de kilomètres entre sa résidence à Panenské Břežany et le palais Černín, Černínský palác en tchèque, où se trouvent ses bureaux,. Sur cet itinéraire, Gabčík et Kubiš attendent à un arrêt de tramway situé dans un virage serré en épingle, près de l’hôpital Bulovka dans le quartier de Prague 8-Libeň. En complément de leur arme de poing,, Gabčík dispose d’un pistolet mitrailleur Sten, et Kubiš est muni de deux grenades antichars modifiées,, ; ces armes sont dissimulées dans des serviettes porte-documents. Ils attendent d’être avertis par un troisième homme, Josef Valčík,, posté cent mètres plus au nord, qui joue le rôle de guetteur. Lorsque ce dernier utilise un miroir pour les informer de l’arrivée imminente de la voiture de Heydrich, les deux hommes préparent leurs armes. Au moment où la Mercedes, capote relevée en arrière, s’approche et ralentit pour prendre le virage, Gabčík se précipite, se place devant le véhicule et tente de faire feu avec son pistolet mitrailleur, mais celui-ci s’enraye et aucun coup ne part. Heydrich ordonne alors à son chauffeur d’arrêter la voiture puis se lève pour essayer d’abattre Gabčík. Mais au même instant Kubiš, resté en arrière sur le trottoir, lance une de ses grenades vers la voiture, sans l'atteindre toutefois : la charge explose près de la roue arrière droite, transperce la carrosserie située entre l’aile arrière et la portière, projette des débris de métal et des fragments de fibres de siège qui pénètrent dans le dos de Heydrich. Kubiš est aussi atteint par l’explosion, mais légèrement. Gabčík abandonne sa Sten et, aussitôt, les deux assaillants sortent leur pistolet pour tirer sur Heydrich mais comme l’explosion les a également choqués, ils manquent leur cible : ils prennent alors la fuite dans des directions différentes. Le chauffeur, le SS-Oberscharführer Johannes Klein, part à la poursuite de Kubiš qui monte sur une bicyclette. Heydrich, ne ressentant apparemment pas ses blessures, descend aussi de voiture mais en titubant, il réplique et tente de poursuivre Gabčík : il s’effondre rapidement sur le sol. Klein ne parvient pas à rattraper Kubiš et revient vers Heydrich, celui-ci saigne abondamment et ordonne à Klein de poursuivre Gabčík à pied. Klein s'élance à nouveau, mais en direction de Gabčík cette fois, et le retrouve dans une boutique de boucher, mais le parachutiste fait feu à deux reprises avec son pistolet, blessant sérieusement Klein à la jambe ; Gabčík peut ainsi s'échapper, monte dans un tramway et rejoint une cache. À ce moment, les deux parachutistes en fuite sont persuadés que leur mission a échoué.
Heydrich est transporté à l’hôpital Bulovka tout proche, où il subit une opération. Il se rétablit progressivement et, six jours plus tard, est en mesure de prendre son déjeuner assis dans son lit, mais c’est alors que son état s'aggrave brutalement : il tombe dans le coma et, dès le lendemain matin (le 4 juin), meurt des suites de l’attentat.

## Siège de l'église Saints-Cyrille-et-Méthode et mort

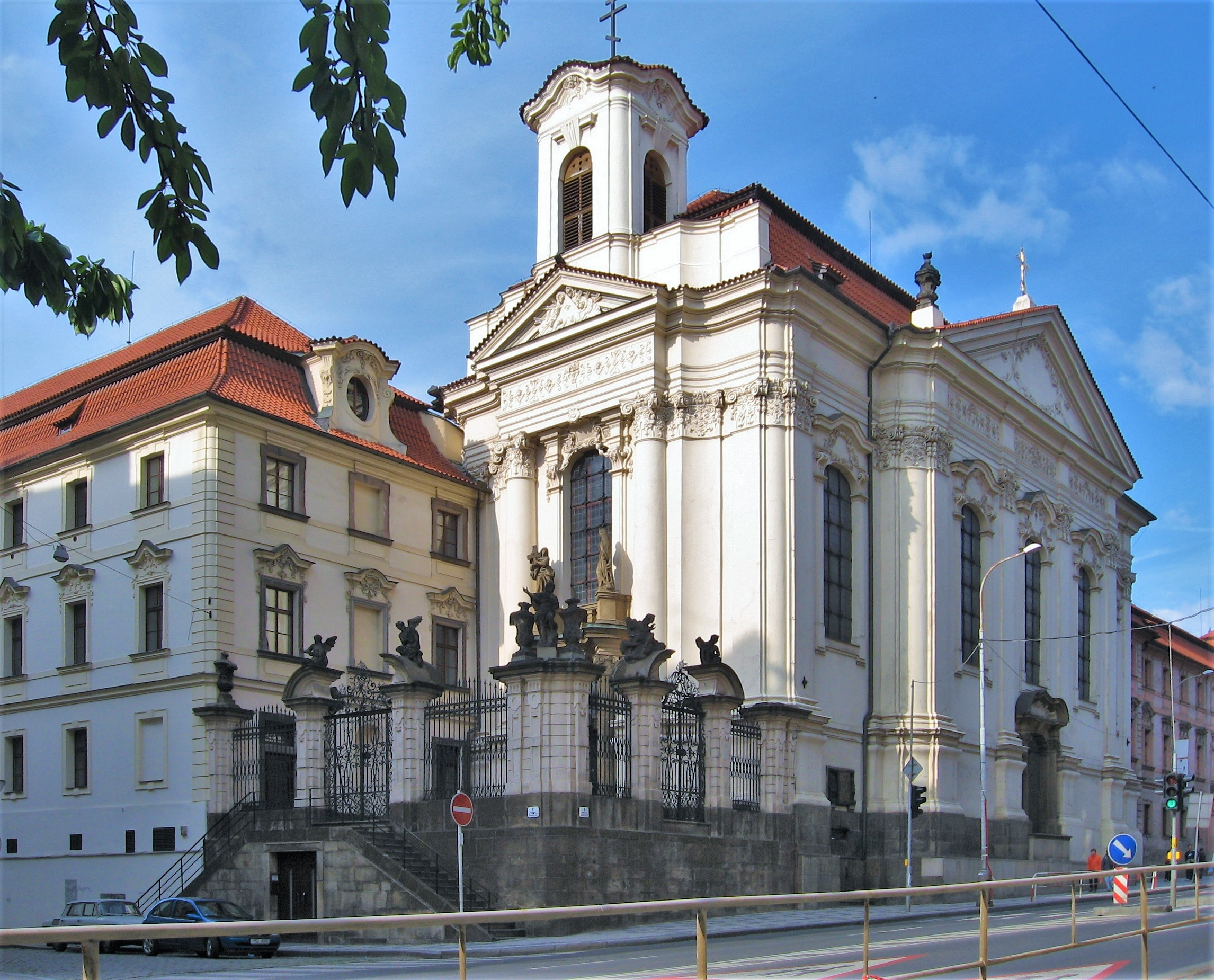
L'église Saints-Cyrille-et-Méthode à Prague, dans laquelle sont morts, les armes à la main, les trois membres du commando qui a exécuté Heydrich.

Les responsables nazis lancent une recherche intensive des deux « terroristes », avec demande de collaboration de la population et offre de prime, utilisant même les salles de cinéma ; pour qu'un indicateur puisse les reconnaître, ils montrent les objets laissés sur place par les meurtriers de Heydrich : une casquette, un imperméable, un pistolet-mitrailleur Sten, deux serviettes porte-documents, une bicyclette. Sur trahison d'un membre d'un autre commando — Karel Čurda, du commando Out Distance (en), parachuté le 28 mars 1942 — qui donne entre autres le nom de la famille Moravec ayant hébergé les parachutistes avant l’attentat, et à l'issue des tortures infligées à cette famille, les Allemands parviennent à les retrouver, en compagnie d’autres parachutistes,, cachés dans une église de Prague, l'église Saints-Cyrille-et-Méthode,. Trois semaines après l'attentat, vers 4 h 15 le 18 juin, sept cents SS du bataillon de réserve Deutschland et du bataillon de garde Prag, sous le commandement du SS-Brigadeführer Karl Fischer von Treuenfeld (en), font le siège de l'église mais ne sont pas en mesure de capturer les parachutistes vivants. Trois d’entre eux,, dont Kubiš, sont postés dans les galeries latérales et la tribune d’orgue, pour monter la garde ; ils livrent bataille pendant deux heures : deux sont gravement blessés et se suicident,, Kubiš souffre de multiples blessures et meurt vidé de son sang,. Les quatre autres parachutistes, dont Gabčík, sont réfugiés dans la crypte ; ils refusent de se rendre en dépit des assauts répétés des SS, d’une tentative d’enfumage au gaz lacrymogène et de l'inondation entamée avec l'aide des pompiers de la ville : ils finissent par se suicider. Les Allemands perdent au moins quatorze hommes, tués, et vingt et un autres, blessés. Après les combats, c’est le traître Čurda qui est chargé d’identifier les corps des résistants alignés devant l'église.

## Hommages
À l'endroit où a eu lieu l’attaque du véhicule de Heydrich, un monument en l'honneur des parachutistes du commando a été érigé par l’État tchèque en 2009 ; en outre, à une centaine de mètres du virage où étaient placés les trois parachutistes, trois rues portent désormais leurs noms : les rues Kubišova, Gabčíkova et Valčíkova.

Les Mercedes de Heydrich
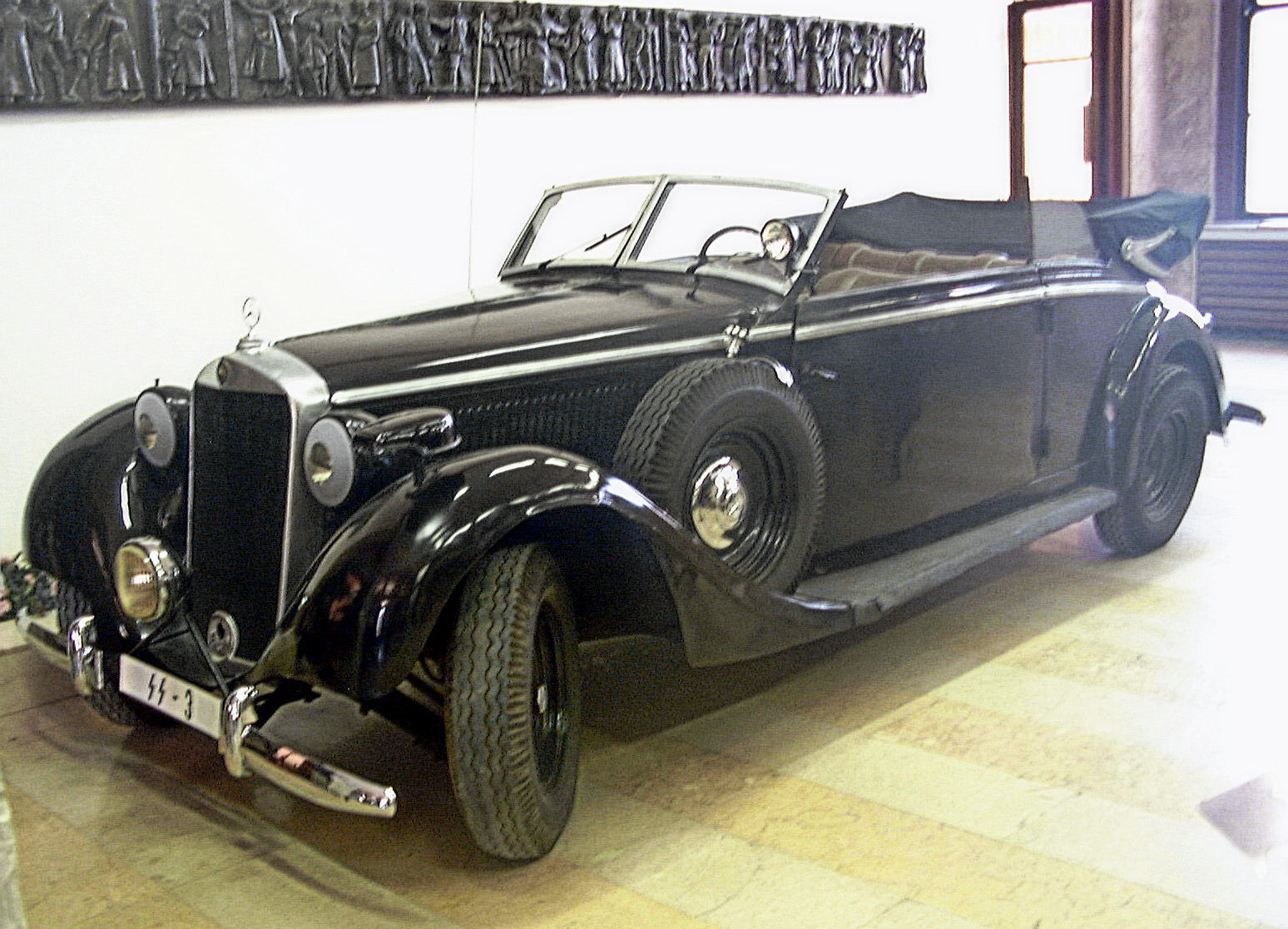
L'une des Mercedes de Heydrich, similaire à celle qu'il occupait lors du guet-apens.
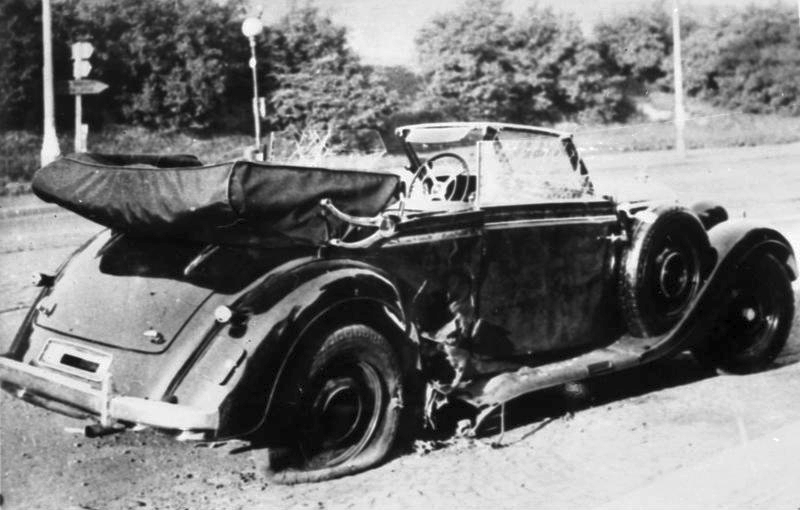
La Mercedes de Heydrich après l'assaut. Les dégâts dus à l'explosion de la bombe sont visibles devant la roue arrière du véhicule.

Traces des combats et plaque commémorative
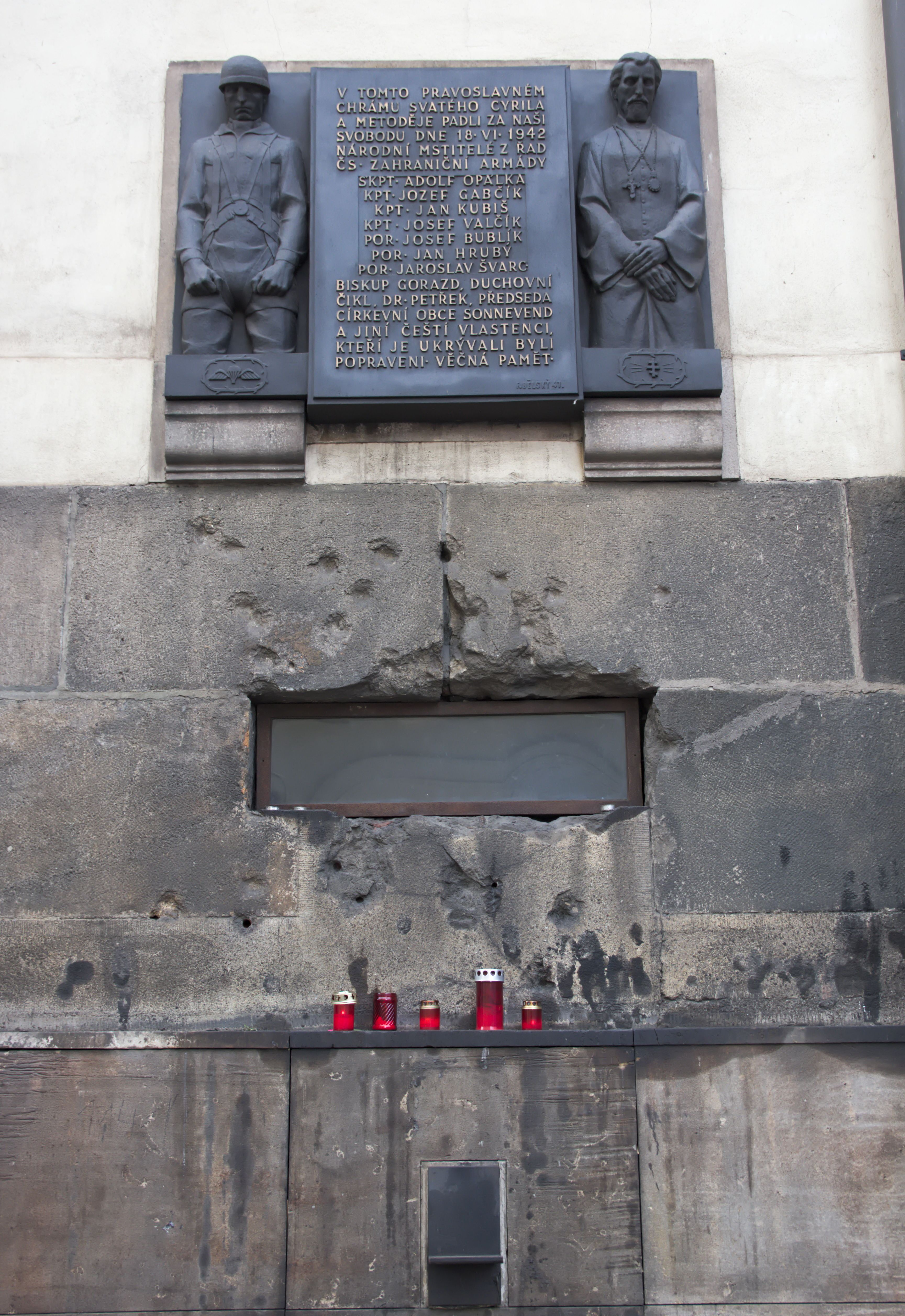
Mur de l'église Saints-Cyrille-et-Méthode de Prague, portant des impacts de balles. Au-dessus, une plaque commémorant le sacrifice des résistants et des prêtres.